# لیره سوریه
پوند یا لیره (نشان: LS یا £S) (به عربی: اللیرة السوریة)، (به فرانسوی: livre syrienne) یکای پول سوریه است که توسط بانک مرکزی سوریه منتشر می‌شود. هر لیره برابر است با ۱۰۰ قرش اما قرش در معاملات کاربرد چندانی ندارد.
تاقبل از سال ۱۹۴۷ کلمهٔ قرش با حرف «غ» نگارش می‌شد، اما از آن پس این کلمه را با حرف «ق» می‌نویسند. همچنین تا قبل از استقلال سوریه زبان فرانسوی نیز علاوه بر عربی بر روی اسکناس‌ها و مسکوکات این کشور دیده می‌شد اما بعد از استقلال، زبان فرانسوی جای خود را به زبان انگلیسی داد.